# Kneževina Piombino
Kneževina Piombino bila je srednjovjekovna država na Apeninskom poluotoku. Postojala je prvotno kao neovisna državica kojoj je na čelu bila signoria od 1399. do 1805. godine. Glavni je grad bio Piombino. Na razinu kneževine izdigla se 1594. godine. 
Kad su ju zahvatili Napoleonski ratovi, kneza su dvaput svrgnule francuske postrojbe: 1799. i 1801. godine. 23. lipnja 1805. pripojila ju je Republika Lucca kojom su vladali Francuzi. Napoleon je od Kneževine Piombino, Republike Lucce te Vojvodstva Masse i Carrare napravio je svoju klijentsku kneževinu Lucca i Piombino. Ova je Napoleonova tvorevina poslije razdvojena te je 1815. godine pripala Velikom Vojvodstvu Toskani.

## Vanjske poveznice
- Vladari Piombina  Arhivirana inačica izvorne stranice od 27. srpnja 2004. (Wayback Machine)
- Rodoslov obitelji Boncompagni